# バルレッタ＝アンドリア＝トラーニ県

バルレッタ＝アンドリア＝トラーニ県
Provincia di Barletta-Andria-Trani

バルレッタ＝アンドリア＝トラーニ県（バルレッタ＝アンドリア＝トラーニけん、イタリア語: Provincia di Barletta-Andria-Trani）は、イタリア共和国プーリア州に属する県の一つ。バルレッタ、アンドリア、トラーニがともに県都とされている。このうち、アンドリアが最多の人口を有する。
2004年にフォッジャ県とバーリ県の一部を分割して編成された（自治体としての発足は2009年）、イタリアで最も新しい県の一つである（2013年3月現在）。

## 地理

### 位置・広がり
プーリア州北部に位置し、北東側はアドリア海に面する。最大の都市アンドリアは、州都バーリから西北西へ約50km、フォッジャから東南東へ約68km、ポテンツァから北東へ約77km、ナポリから東北東へ約175km、首都ローマから東南東へ約328kmの距離にある。
隣接する県は以下の通り。
- バーリ県 - 南東
- ポテンツァ県 （バジリカータ州） - 南西
- フォッジャ県 - 北西

### 主要な都市
2001年の国勢調査に基づく居住地区（Località abitata）別人口統計によれば、人口3万人以上の都市は以下の通り。
- アンドリア - 94,548人
- バルレッタ - 91,560人
- ビシェーリエ - 51,249人
- トラーニ - 51,196人
- カノーザ・ディ・プーリア - 31,109人

- アンドリア
- バルレッタ
- トラーニ

## 行政区画
バルレッタ＝アンドリア＝トラーニ県は、10のコムーネから構成される。2004年の法律により、バーリ県北西部の7コムーネ（バルレッタ、アンドリア、トラーニなど）、フォッジャ県南東部の3コムーネ（マルゲリータ・ディ・サヴォイア、サン・フェルディナンド・ディ・プーリア、トリニターポリ）が分離されて新たに誕生した県であり、2009年に県知事・県議会が選出されて地方自治体として正式に発足した。
左端の数字はISTATコードを示す。人口は2012年1月1日現在。面積は2001年のデータで、単位はkm²。
|        | 自治体名                               | 綴り                     | 面積   | 人口    |
| ------ | -------------------------------------- | ------------------------ | ------ | ------- |
| 110001 | アンドリア                             | Andria                   | 407.86 | 100,133 |
| 110002 | バルレッタ                             | Barletta                 | 146.91 | 94,322  |
| 110003 | ビシェーリエ                           | Bisceglie                | 68.48  | 54,626  |
| 110004 | カノーザ・ディ・プーリア               | Canosa di Puglia         | 149.53 | 30,409  |
| 110005 | マルゲリータ・ディ・サヴォイア         | Margherita di Savoia     | 36.35  | 12,171  |
| 110006 | ミネルヴィーノ・ムルジェ               | Minervino Murge          | 255.39 | 9,320   |
| 110007 | サン・フェルディナンド・ディ・プーリア | San Ferdinando di Puglia | 41.82  | 13,897  |
| 110008 | スピナッツォーラ                       | Spinazzola               | 182.64 | 6,737   |
| 110009 | トラーニ                               | Trani                    | 102.08 | 55,826  |
| 110010 | トリニターポリ                         | Trinitapoli              | 147.62 | 14,329  |

## 文化・観光

### 世界遺産
- カステル・デル・モンテ （アンドリア）

## スポーツ

### サッカー
県内に本拠を置くプロサッカークラブとしては以下がある。所属リーグは2012-13シーズン現在。
- SSバルレッタ・カルチョ （バルレッタ） - レガ・プロ1（3部リーグ）
- ASアンドリアBAT （アンドリア） - レガ・プロ1

## 交通

### 道路
アドリア海沿いにボローニャとターラントを結ぶアウトストラーダ A14号線（アウトストラーダ・アドリアーティカ）が県北部を東西に通過する。ナポリから半島を横断するA16号線が、カノーザ・ディ・プーリアでA14号線に合流している。
高速道路
- アウトストラーダ A14
〔… - フォッジャ〕 - カノーザ - アンドリア・バルレッタ - トラーニ - 〔バーリ - ターラント〕
- アウトストラーダ A16
〔ナポリ - アヴェッリーノ - ベネヴェント〕 - カノーザ

### 鉄道

ノルド・バレーゼ鉄道の運行系統図

レーテ・フェッロヴィアーリア・イタリアーナ (RFI)
- アドリアティカ線 (it:Ferrovia Adriatica) 
〔アンコーナ - ペスカーラ - フォッジャ〕 - バルレッタ - トラーニ - 〔バーリ - レッチェ〕
- バルレッタ＝スピナッツォーラ線 (it:Ferrovia Barletta-Spinazzola) 
バルレッタ - スピナッツォーラ
- ロッケッタ・サンタントーニオ＝ジョーイア・デル・コッレ線 (it:Ferrovia Rocchetta Sant'Antonio-Gioia del Colle) 
〔ロッケッタ・サンタントーニオ〕 - スピナッツォーラ - 〔ジョーイア・デル・コッレ〕

ノルド・バレーゼ鉄道
- バーリ＝バルレッタ線 (it:Ferrovia Bari-Barletta) 
バルレッタ - アンドリア - 〔コラート - ビトント - バーリ〕

ノルド・バレーゼ鉄道  (it:Ferrovie del Nord Barese) は、フェロトラムビアーリア社 (FT)  (it:Ferrotramviaria)  によって運行される鉄道網である。

## 人物

### 著名な出身人物
- コンラート4世 - 13世紀の神聖ローマ皇帝。アンドリア出身。
- ミケーレ・ルッジェーリ - 16-17世紀のイエズス会宣教師。スピナッツォーラ出身。
- インノケンティウス12世 - 17世紀後半のローマ教皇。スピナッツォーラ出身。
- ファリネッリ - 18世紀のカストラート歌手。アンドリア出身。
- カルロ・カフィエーロ（英語版） - 19世紀のアナキスト。バルレッタ出身。
- ピエトロ・メンネア - 陸上競技短距離選手。五輪金メダリスト。バルレッタ出身。